# Odds Ballklubb
L'Odds Ballklubb, chiamato comunemente Odd, è una società calcistica norvegese con sede nella città di Skien. Milita nella 1. divisjon, la seconda serie del campionato norvegese.
Il club è stato fondato il 30 marzo 1894. Il 2 gennaio 2013 la squadra cambiò il nome da Odd Grenland Ballklubb a Odds Ballklubb. Essendo il più antico sodalizio calcistico norvegese è membro del Club of Pioneers, associazione che accoglie le squadre più antiche di ogni nazione.
Nell’estate 2015 raggiunge i playoff di Europa League ed incontra il Borussia Dortmund. Qui perdono 3-4 in casa (anche se il club norvegese al 20º minuto era già avanti di 3 gol) e 7-2 in Germania con un complessivo finale di 11-5.

## Allenatori
- 1962  Kjell Erhard Johannessen
- 1963  Gunnar Thoresen
- 1964-1967  Kjell Erhard Johannessen
- 1968  Per Jacobsen
- 1969-1971  Kjell Erhard Johannessen
- 1972-1973  Ivar Varden
- 1974  Kjell Reinholt e Ivar Varden
- 1975-1978  Kjell Erhard Johannessen
- 1979-1980  George Murray
- 1981-1982  Morten Larsen
- 1983-1984  Lennart Söderberg
- 1984  Geir Karlsen
- 1984  Lars Petter Røise
- 1985  Helge Pedersen
- 1986-1987  Lars Petter Røise
- 1988  Christer Bjørnemyr
- 1989  Jan Furumo
- 1989-1990  Tore Andersen
- 1991-1993  Paul Wilson
- 1994-1997  Lars Borgar Waage
- 1998-1999  Tom Nordlie
- 2000-2005  Arne Sandstø
- 2006-2007  Arne Sandstø e Gaute Larsen
- 2007  Ove Flindt-Bjerg
- 2008-2019  Dag-Eilev Fagermo
- 2020-2021  Jan Frode Nornes
- 2022-2023  Pål Arne Johansen
- 2024-  Kenneth Dokken

## Palmarès

### Competizioni nazionali
- Coppa di Norvegia: 12

1903, 1904, 1905, 1906, 1913, 1915, 1919, 1922, 1924, 1926, 1931, 2000
- 1. divisjon: 2

1998, 2008

### Competizioni giovanili
- Norgesmesterskapet G19: 2

1985, 2004

### Altri piazzamenti
- Campionato norvegese:

Secondo posto: 1950-1951, 1956-1957
Terzo posto: 2014, 2016
- Coppa di Norvegia:

Finalista: 1902, 1908, 1909, 1910, 1921, 1937, 1960, 2002, 2014
Semifinalista: 1907, 1923, 1959, 1964, 1976, 1984, 2001, 2007, 2008, 2009, 2010, 2019

## Organico

### Rosa 2025
Rosa aggiornata al 13 aprile 2025.
| N. |                      | Ruolo | Calciatore              |
| -- | -------------------- | ----- | ----------------------- |
| 1  | Norvegia (bandiera)  | P     | André Hansen            |
| 2  | Norvegia (bandiera)  | D     | Jørgen Sjøl             |
| 3  | Filippine (bandiera) | D     | Josef Baccay            |
| 4  | Norvegia (bandiera)  | D     | Nikolas Walstad         |
| 6  | Norvegia (bandiera)  | C     | Tobias Svendsen         |
| 7  | Norvegia (bandiera)  | C     | Filip Jørgensen         |
| 8  | Norvegia (bandiera)  | C     | Etzaz Hussain           |
| 9  | Norvegia (bandiera)  | A     | Ole Erik Midtskogen     |
| 10 | Somalia (bandiera)   | A     | Bilal Njie              |
| 11 | Norvegia (bandiera)  | A     | Oliver Hagen            |
| 12 | Norvegia (bandiera)  | P     | Sebastian Hansen        |
| 13 | Norvegia (bandiera)  | D     | Samuel Skjeldal         |
| 14 | Norvegia (bandiera)  | D     | Julian Gunnerød         |
| 15 | Norvegia (bandiera)  | D     | Sondre Solholm Johansen |

| N. |                     | Ruolo | Calciatore             |
| -- | ------------------- | ----- | ---------------------- |
| 16 | Norvegia (bandiera) | A     | Casper Glenna          |
| 17 | Norvegia (bandiera) | C     | Solomon Owusu          |
| 18 | Norvegia (bandiera) | C     | Syver Aas              |
| 19 | Nigeria (bandiera)  | A     | Abduljeleel Abdulateef |
| 20 | Islanda (bandiera)  | A     | Hinrik Harðarson       |
| 21 | Norvegia (bandiera) | C     | Steffen Hagen          |
| 22 | Norvegia (bandiera) | A     | Torgeir Børven         |
| 23 | Norvegia (bandiera) | C     | Noah Kojo              |
| 25 | Norvegia (bandiera) | D     | Godwill Ambrose        |
| 26 | Ghana (bandiera)    | A     | Abdul Zakaria Mugees   |
| 27 | Nigeria (bandiera)  | C     | Mukhtar Adamu          |
| 32 | Norvegia (bandiera) | A     | Elion Krosa            |
| –– | Norvegia (bandiera) | A     | Rafik Zekhnini         |